# Törringe-Västra Kärrstorps distrikt
Törringe-Västra Kärrstorps distrikt är ett distrikt i Svedala kommun och Skåne län. 
Distriktet ligger väster om Svedala.

## Tidigare administrativ tillhörighet
Distriktet inrättades 2016 och utgörs av socknarna Törringe och Västra Kärrstorp i Svedala kommun
Området motsvarar den omfattning Törringe-Västra Kärrstorps församling hade 1999/2000 och fick 1998 när socknarnas församlingar gick samman.